# Edmond Grasset
Edmond Grasset, nacido en 1852 en Preuilly y fallecido en 1880 en Roma, fue un escultor y pintor francés.

## Datos biográficos
Edmond Grasset, nació el 26 de junio de 1852 en la comuna francesa de Preuilly (Indre et Loire).
Estudió en la École nationale supérieure des beaux-arts de París, donde fue alumno de Auguste Dumont. Como estudiante en París, visitó los museos, y realizó un lienzo al óleo de una vista del interior del Louvre, en la que se ve una persona asomada a la ventana y un relicario ricamente esculpido sobre una mesa dorada de estilo Rococó.
Ganó el prestigioso Premio de Roma de escultura en 1878 por delante de Alfred Boucher, que también era alumno de Auguste Dumont.
En 1879 llegó a Roma, pensionado en la Villa Médici.
En la capital italiana falleció en 1880, a los 28 años de edad. En esa corta estancia en Roma realizó un retrato en busto de su compañero de estudios en la academia de Francia en Roma, el grabador Edmond Rabouille
En 1881 un bajorrelieve en yeso titulado "Dédale et Icare", fue presentado fuera de concurso en el Salón de París, registrado con el número 3942. La crítica de la época mostró su admiración por la belleza y armonía del conjunto y solicitaba su reproducción en mármol.
También había realizado un relieve en Roma que se instaló en 1884 en la iglesia abacial de Preuilly-sur-Claise.

## Obras

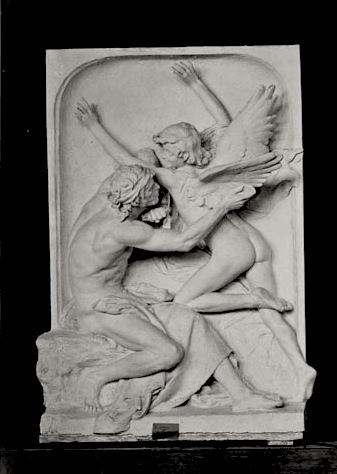
"Dédalo e Ícaro", bajorrelieve (1881)

Entre las obras de Edmond Grasset se incluyen las siguientes:
- Interior del Louvre, óleo sobre lienzo[6]

- Catón de Utica, en el momento de darse muerte (del francés: Caton d'Utique, au moment de se donner la mort), escultura en bulto redondo, yeso 1878 en el fondo de esculturas de la École nationale supérieure des beaux-arts de París.[7]

- Busto del grabador Edmond Rabouille, 1880,[8] realizado en Roma, él también ganador de un 2º Premio de Roma.

- Relieve de la iglesia abacial de Preuilly-sur-Claise. Realizado en Roma antes de su muerte e instalado en Preuilly-sur-Claise en 1884[9]

- Dédalo e Ícaro (en francés: Dédale et Icare), bajo relieve , yeso

presentado fuera de concurso en el Salón de París de 1881 con el nº 3942 